# Fluent Design System
Chronologie des versions
Microsoft Design Language 2 (d) et Continuum
Fluent Design System (ou FDS, nommé Project Neon en interne) est un langage de conception développé par Microsoft de 2013 à 2015. Fluent Design est une refonte de Microsoft Design Language (plus communément appelé Metro), langage de conception utilisé dans Windows 8. Fluent Design inclut les bases du design utilisé à travers les plateformes et appareils utilisant Windows 10 et Windows 11. Fluent Design se base sur cinq points fondateurs : la clarté, la profondeur, la fluidité, les matériaux, et la balance. Le nouveau langage de conception utilise plus d'effets de grandeur, de mouvements et de transparence.
Fluent corrige la plupart des défauts reprochés à Metro et sait faire la balance entre les utilisateurs tablette et utilisateurs PC, la chose la plus reprochée non seulement à Metro, mais à Windows 8 dans son entièreté. Il renoue avec la simplicité des menus de Windows Aero, un thème très apprécié des utilisateurs.
Fluent verra une refonte majeure à l'arrivée de Windows 11 en 2021, comme la barre de taches qui sera déplacée au milieu, un changement de police de caractères et la simplification des menus. Windows 11 apportera aussi son lot de nouvelles animations pour rendre le tout plus moderne et fluide, l'une des volontés de Microsoft.

## Par rapport à Metro, Aero et Luna
Metro, Aero et Luna sont respectivement les langages de conception de Windows 8 et 8.1, Windows 7 et Windows Vista, et Windows XP. Fluent se débarrasse du design en « panneaux » proposé par Metro. Ce design n'était pas populaire et Microsoft décide de l'abandonner et de créer une interface plus ressemblante à celle d'Aero et de Luna.

## Développement
Le développement de Fluent a commencé en 2013. Les premières versions de Fluent apparaitront très tôt dans le développement de Windows 10, notamment dans Windows 10 Build 10036. C'est en 2015 que Fluent verra le jour comme on le connait, présenté le 29 juillet 2015 en tant que successeur de Metro durant la présentation de Windows 10.
Fluent nait de la volonté de Microsoft de se « pardonner » de l'échec de Windows 8, qui était certes, agréable à utiliser sur tablette, mais très difficile de compréhension et une navigation épouvantable sur PC.
Quant aux changements de Windows 11, ceux-ci auront été apportés pour faciliter la navigation de Windows 10, qui pouvait devenir fastidieuse sur PC. Ces changements seront apportés dès la première version Beta de Windows 11,Build 21996.